# فريتز بوخلوه
فريتز بوخلوه (بالألمانية: Fritz Buchloh)‏ (26 نوفمبر 1909 – 22 يوليو 1998) لاعب كرة قدم ألماني راحل كان يجيد اللعب في خط حراسة المرمى .
لعب طوال مسيرته الرياضية في نادي سبيلدورف.
شارك مع منتخب ألمانيا في بطولة كأس العالم 1934 في إيطاليا حيث احتل المركز الثالث و بطولة كأس العالم لكرة القدم 1938 في فرنسا حيث خرج من الدور الأول.
قام بتدريب منتخب آيسلندا (1949).

## وصلات خارجية
- فريتز بوخلوه على موقع قاعدة بيانات كرة القدم.إي يو (الإنجليزية)
- فريتز بوخلوه على موقع ناشيونال فوتبول تيمز (الإنجليزية)
- فريتز بوخلوه على موقع Soccerway.com (الإنجليزية)
- فريتز بوخلوه على موقع عالم كرة القدم.نت (الإنجليزية)
- فريتز بوخلوه على موقع أوليمبيديا (الإنجليزية)